# Władysław Andrzej Wolkenberg
Władysław Andrzej Wolkenberg (ur. 30 listopada 1931 w Brześciu, zm. 18 sierpnia 2014 w Warszawie) – polski inżynier elektrochemik i elektronik.

## Życiorys
Urodził się w rodzinie Karola Wolkenberga, kapitana Wojska Polskiego i prawnika oraz jego żony Henryki z Wiśniewskich. W 1937 rodzina przeniosła się do Częstochowy, ponieważ Karol Wolkenberg został sędzią Wojskowego Sądu Rejonowego przy sztabie 7 Dywizji Piechoty dowodzonej przez gen. Janusza Gąsiorowskiego. Podczas mobilizacji w sierpniu 1939 Karol Wolkenberg otrzymał wezwanie, aby zameldować się w jednostce macierzystej i wówczas pojechał do Brześcia razem z żoną i synem, po agresji Związku Radzieckiego dostał się do niewoli i został zamordowany w Katyniu. Andrzej Wolkenberg wrócił z matką do Częstochowy w kwietniu 1940, po ukończeniu szkoły podstawowej naukę kontynuował w gimnazjum i liceum im. Henryka Sienkiewicza. Po maturze, którą zdał w 1949 przez rok pracował jako administrator nieruchomości, a następnie rozpoczął studia na Wydziale Metalurgicznym Politechniki Częstochowskiej. W 1956 uzyskał tytuł magistra inżyniera metalurgii otrzymał nakaz pracy w katowickiej hucie „Baildon”, podczas pobytu w Instytucie Metalurgii Żelaza w Gliwicach uzyskał informację, że jednostka wojskowa przy Wojskowym Instytucie Łączności w Zegrzu poszukuje pracownika naukowo-badawczego. Po konsultacji z prof. Arkadiuszem Góralem zdecydował się w 1957 na zmianę miejsca pracy, zajmował się badaniami eksploatacyjnymi i konstrukcją ogniw elektrochemicznych oraz zastosowaniem elektrod magnezowo-cynkowych. Opracował wówczas ognisko magnezowe z depolaryzatorem organicznym, które opatentował, a proces doświadczalny stanowił kanwę pracy doktorskiej obronionej w 1964 na Wydziale Chemii Uniwersytetu Warszawskiego. Zakończył wówczas pracę w Wojskowym Instytutem Łączności i przeniósł się do Instytutu Tele- i Radiotechnicznego w Warszawie, gdzie pracował przez pięć lat. Od 1969 był związany z Instytutem Technologii Elektronowej w Warszawie, na podstawie prowadzonych tam prac badawczych w 1982 na Wydziale Chemii Uniwersytetu Warszawskiego przedstawił pracę habilitacyjną. W 1986 wyjechał na rok do Algierii, gdzie pracował Centre Universitaire w Blidzie. Od 1994 do 2002 pracował jako profesor nadzwyczajny na Wydziale Inżynierii Procesowej, Materiałowej i Fizyki Stosowanej Politechniki Częstochowskiej, w 1999 został profesorem tytularnym. W 2002 przeszedł na emeryturę, swoje wspomnienia zawarł w wydanej w 2012 książce "Szkice z życia zabużanina".
Zmarł w Warszawie, spoczywa na cmentarzu Wawrzyszewskim.

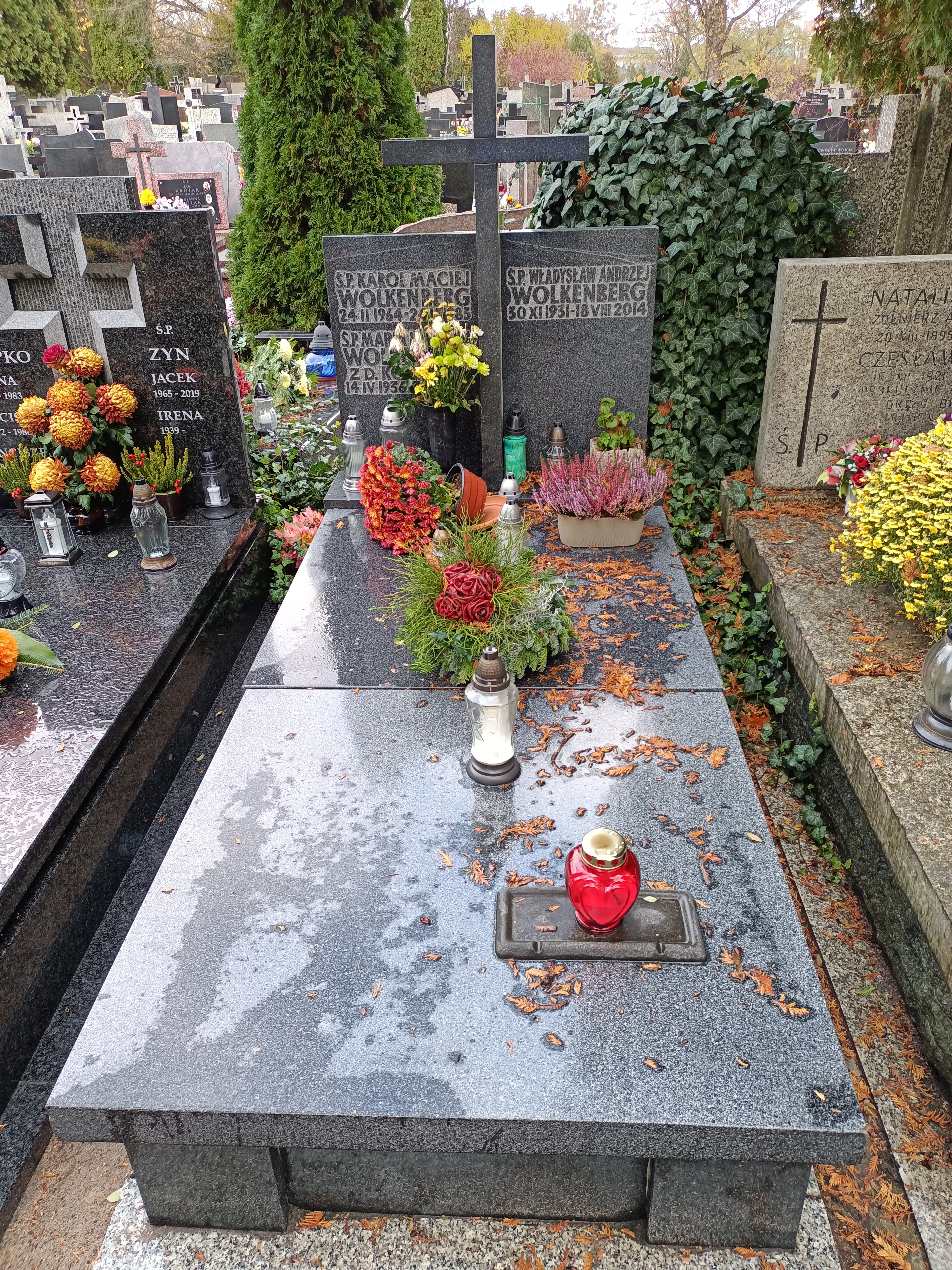
Grób Władysława Andrzeja Wolkenberga na Cmentarzu Wawrzyszewskim

## Działalność naukowa
Prowadził badania nad stopniem zaczernienia płynnych żużli martenowskich, problematyką świeżenia stali tlenem, a także elektrochemicznymi źródłami prądu, właściwościami elektrochemicznymi materiałów półprzewodnikowych. Badał również cienkie warstwy metali, półprzewodniki i dielektryki oraz właściwości transportowe epitaksjalnych warstw półprzewodnikowych, a w ostatnim okresie pracy zawodowej prowadził badania właściwości magnetycznych i mechanicznych materiałów w postaci nanostruktur. Był autorem i współautorem podręczników akademickich oraz ponad dwustu publikacji naukowych.